# Малявкин, Анатолий Гаврилович
Анатолий Гаврилович Малявкин (1917—1994) — российский и советский историк, востоковед-синолог, переводчик.

## Биография
Родился в Харбине, вырос в русской эмигрантской среде.
В 1937 году окончил Харбинский юридический факультет. Затем работал в Харбинском краеведческом музее, занимался историей Китая.
После окончания Второй мировой войны и поражения Японии в 1945 году — переводчик в советских учреждениях в Китае.
В 1954 репатриировался в СССР, жил и работал в Алма-Ате, в дальнейшем до конца жизни — в Новосибирске.
Научный сотрудник сектора истории и археологии стран зарубежного Востока Института истории, филологии и философии Сибирского отделения АН СССР — ИИФФ СО АН СССР (РАН).

## Научный вклад
При публикации в 1974 году книги А. Г. Малявкина «Материалы по истории уйгуров в IX—XII вв.» В. Е. Ларичев отмечал важность научного вклада исследователя:
Новые материалы по истории уйгуров, выявленные и впервые вводимые в научный оборот А. Г. Малявкиным, в значительной мере уточнённые и изменённые в заново сделанных переводах известные ранее тексты, обширные и тщательно разработанные комментарии, разъясняющие существо дела, и, наконец, открывшаяся перед исследователями возможность не только иметь под рукой полное собрание древних источников, но и критически сравнить, сопоставить их для уяснения истинного хода событий, — всё это делает настоящее издание исключительно ценным для всех занимающихся разработкой проблем средневековой истории Центральной и Восточной Азии, в частности важного вопроса характера взаимоотношений мира кочевников степного пояса Азии и Китая. В книге А. Г. Малявкина исчерпывающе подобраны материалы, охватывающие значительный период древней истории уйгуров от разгрома каганата в 840 г. и до 1208 года, времени трагического по последствиям включения Турфанского Уйгурского княжества в состав империи Чингис-хана.
От редакции.

### Научные работы
- «Цзинь-ши», гл. 1. Пер. с кит. // Сборник научных трудов пржевальцев. — Харбин, 1942. — С. 41-58.
- Китайские источники по истории уйгуров в IX—XII вв. // Известия АН КазССР. Сер. ист. № 2 (16). — Алма-Ата, 1961. С. 72-77.
- Уйгурское турфанское княжество в XIII веке // Труды Ин-та истории, археологии и этнографии АН КазССР. Т. 1. — Алма-Ата, 1969. С. 61-67.
- Материалы по истории уйгуров в IX-XII вв. / А. Г. Малявкин. — Новосибирск: Наука. Сиб. отд-ние, 1974. — 210 с. — (История и культура востока Азии. Том II).
- Китай и уйгуры в 840-848 гг. / А. Г. Малявкин // Сибирь, Центральная и Восточная Азия в средние века: Сборник. — Новосибирск: Наука. Сиб. отд-ние, 1975. — С. 65—82. — 236 с. — (История и культура востока Азии. Том III).
- Маньчжурский вариант хроники государства Аньчунь-Гурунь / А. Г. Малявкин // Известия СО АН СССР (сер. общ. наук). 1977. № 1. Вып. 1.
- Историческая география Центральной Азии: Материалы и исследования / А. Г. Малявкин. — Новосибирск: Наука. Сиб. отд-ние, 1981(1982). — 336 с. — 2300 экз.
- Уйгурские государства в IX-XII вв. / А. Г. Малявкин; Отв. ред. Ю. М. Бутин. — Новосибирск: Наука. Сиб. отд-ние, 1983(1984). — 297 с.
- Танские хроники о государствах Центральной Азии: Тексты и исслед. / А. Г. Малявкин; Отв. ред. Ю. М. Бутин. — Новосибирск: Наука. Сибирское отд-ние, 1989. — 432 с. — ISBN 5-02-028988-4.
- Борьба Тибета с Танским государством за Кашгарию / А. Г. Малявкин; Отв. ред. Ю. М. Бутин. — Новосибирск: Наука. Сибирское отд-ние, 1992. — 288 с. — 1350 экз. (обл.)